# Jasový analyzátor
Jasový analyzátor je měřicí přístroj, který umožňuje plošné měření a následné analyzování rozložení jasu na osvětlovaných plochách a nebo světelných zdrojích. 

## Princip
Obvykle se jedná o speciální digitální fotoaparát nebo kameru, jehož spektrální citlivost je přizpůsobena (hardwarově či softwarově) citlivosti lidského oka, normálního fotometrického pozorovatele. Na tuto citlivost se přizpůsobují všechny dnes používané fotometry, tedy např. luxmetry a jasoměry. 
Jasový analyzátor spojuje funkci záznamu a zpracování tohoto záznamu následně obvykle v počítači pomocí speciálního software. Běžným výsledkem měření pomocí jasového analyzátoru je tzv. jasová mapa. Jedná se o plošné vyjádření hodnot jasu pomocí barevné škály (palety), tzv. pseudobarev. Jednotlivým barvám odpovídá určitá hodnota jasu. Z jasové mapy je tak možné snadno odečítat hodnoty jasu jednotlivých bodů. Snímek jasové mapy je tvořen maticí bodů obvykle v pravoúhlé pravidelné matici běžně s počtem přesahujícím 1 milión bodů.
Světelná informace reprezentující jas jednotlivých snímaných ploch se šíří formou světelných paprsků, které jsou prostřednictvím optiky přístroje promítnuty na snímací čip (CMOS nebo CCD). Zde vytváří obraz snímané scény a každý bod snímače prakticky sleduje určitý bod (plošku) v dané reálné scéně. Získaný signál v jednotlivých bodech je přímo úměrný jasu dané elementární plochy. Citlivost záznamového zařízení se nastavuje změnou clonového čísla, expoziční doby a citlivosti ISO. Tyto parametry a hodnota signálu v každém bodě jsou vstupními údaji do výpočtu výsledného jasu. 
K převodu se používá speciálních kalibračních funkcí, které převádějí získané hodnoty z digitálního obrazu na jas a zároveň korigují známé chyby přístroje, jako je např. chyba vinětace objektivu, ale třeba i nepřesnost expozičního času nebo clony. Každý bod obrazu tak dostává specifickou převodní funkci získanou při procesu kalibrace přístroje, čímž je možné zpětně získat z uložené hodnoty (obvykle ze surových dat - RAW snímku) hodnotu fotometrického jasu.

## Funkce analyzátoru
Jasový analyzátor, resp. jeho softwarová část, obvykle poskytuje následující funkce:
- Statistické vyhodnocení hodnot jasů pomocí histogramu.
- Průběh jasu na sledované trajektorii (úsečka, kružnice, obdélník, polygon apod.).
- Informace o jasu na vybrané ploše. Plochu je možné ohraničit základními geometrickými tvary jako jsou kružnice, elipsa, obdélník, polygon apod.
- Vyhodnocení jasu v bodech pravidelné sítě. Síť měřicích bodů obvykle koresponduje s výpočtovými body, které jsou určeny pro návrh a kontrolu osvětlovací soustavy.
- Měření polohy bodu, objektu apod. Na základě geometrických údajů o poloze bodu je možné vypočítat skutečnou polohu měřeného bodu vzhledem k ose pozorování (měření).
- Měření velikosti objektů v jednotkách prostorového úhlu.
- Vytváření snímků s vysokým dynamickým rozsahem jasu (HDR - High Dynamic Range). Složením více snímků s různou expozicí do jednoho cílového souboru měření.
- Výpočet oslnění dle metodiky UGR (Unified Glare Rating).
- Měření oslnění dle metodiky DGI (Daylight Glare Index)
- Měření oslnění dle metodiky  (DGP) Daylight glare probability.
- Výpočet oslnění metodou TI (Treshold Increment).